# Anadelphia macrochaeta
Anadelphia macrochaeta är en gräsart som först beskrevs av Otto Stapf, och fick sitt nu gällande namn av Clayton. Anadelphia macrochaeta ingår i släktet Anadelphia och familjen gräs.
Artens utbredningsområde är Guinea. Inga underarter finns listade i Catalogue of Life.